# Garifuna jezik
Garifuna jezik (black carib, caribe, srednjoamerički karipski, garífuna; ISO 639-3: cab), jezik Garifuna ili Crnih Kariba kojim govori oko 195 800 ljudi u srednjoameričkim državama Honduras (98 000 Rivas 1993), Belizeu (16 100; 2006), Gvatemali (16 700) i nešto u Nikaragvi od 1 500 etničkih (1982). 
Porijeklom su od Kariba preseljenih između 1796. i 1797. s otoka Sveti Vincent na otok Roatán. Mnogi sele u Trujillo 1937. odakle su se raspršili po drugim zemljama.
Jezik ima posuđenica iz španjolskog [spa], francuskog [fra] i engleskog jezika [eng]. Dva su dijalekta, istočni i zapadni.

## Vanjske poveznice
- Ethnologue (14th)
- Ethnologue (15th)